# Юзефув (Серадзький повіт)
Юзефув (пол. Józefów) — село в Польщі, у гміні Врублев Серадзького повіту Лодзинського воєводства.
Населення — 137 осіб (2011).
У 1975-1998 роках село належало до Серадзького воєводства.

## Демографія
Демографічна структура станом на 31 березня 2011 року:
|          | Загалом | Допрацездатний вік | Працездатний вік | Постпрацездатний вік |
| -------- | ------- | ------------------ | ---------------- | -------------------- |
| Чоловіки | 60      | 14                 | 38               | 8                    |
| Жінки    | 77      | 20                 | 29               | 28                   |
| Разом    | 137     | 34                 | 67               | 36                   |